# Ghiacciaio Blanchard
Il ghiacciaio Blanchard (in inglese Blanchard  Glacier) (64°44′S 62°05′W) è un ghiacciaio situato sulla costa di Danco, nella parte occidentale della Terra di Graham, in Antartide. Il ghiacciaio, il cui punto più alto si trova 647 m s.l.m., fluisce fino ad arrivare alla baia di Wilhelmina, fra punta Garnerin e punta Sadler.

## Storia
Il ghiacciaio Blanchard è stato mappato per la prima volta durante la spedizione belga in Antartide del 1897-99 ed è stato così battezzato nel 1960 dal Comitato britannico per i toponimi antartici in onore di Jean-Pierre Blanchard, il pilota di mongolfiere professionista che, nel 1785, assieme a John Jeffries, effettuò la prima traversata in pallone del canale della Manica.